# Tuskulėnai

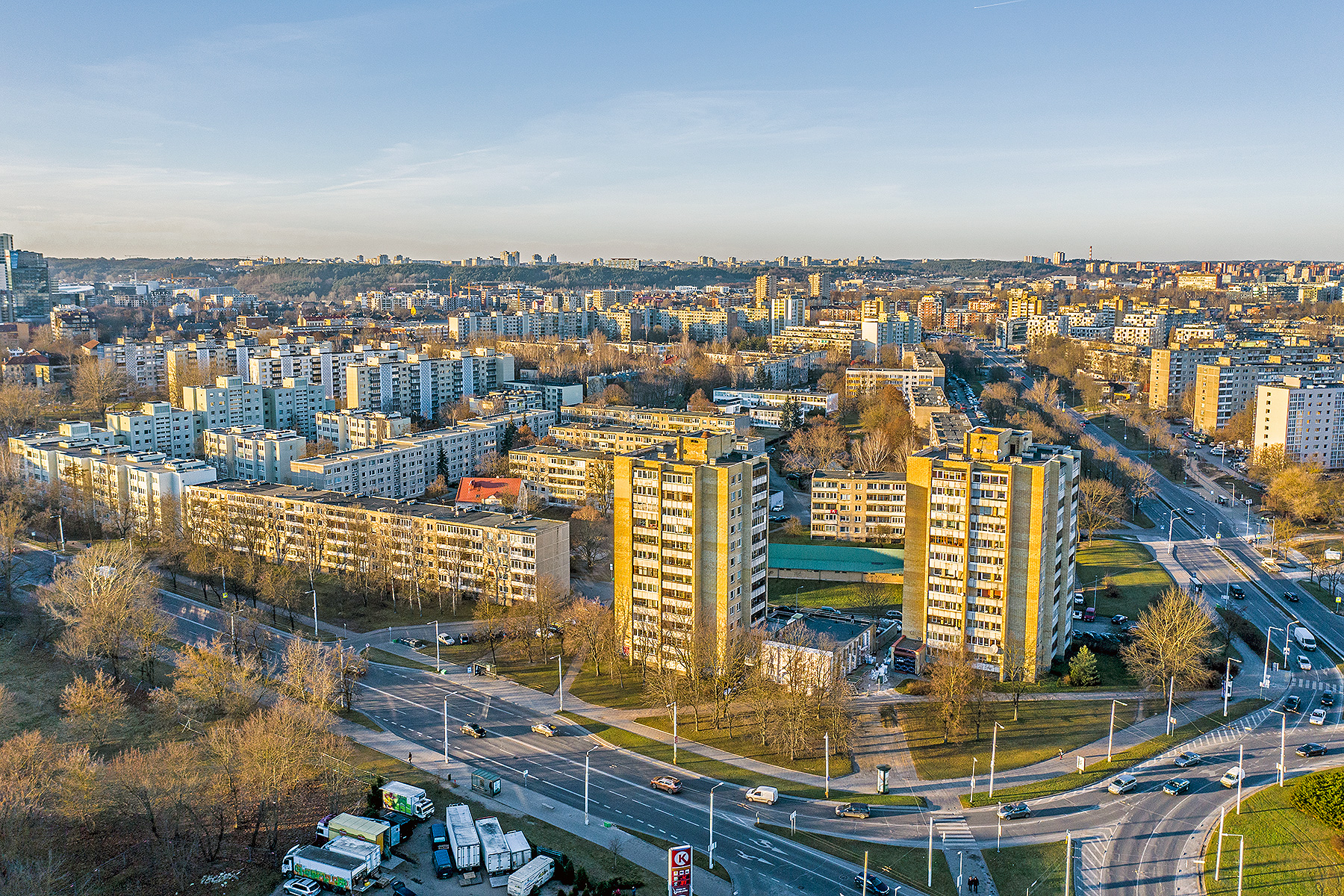
Tuskulėnai

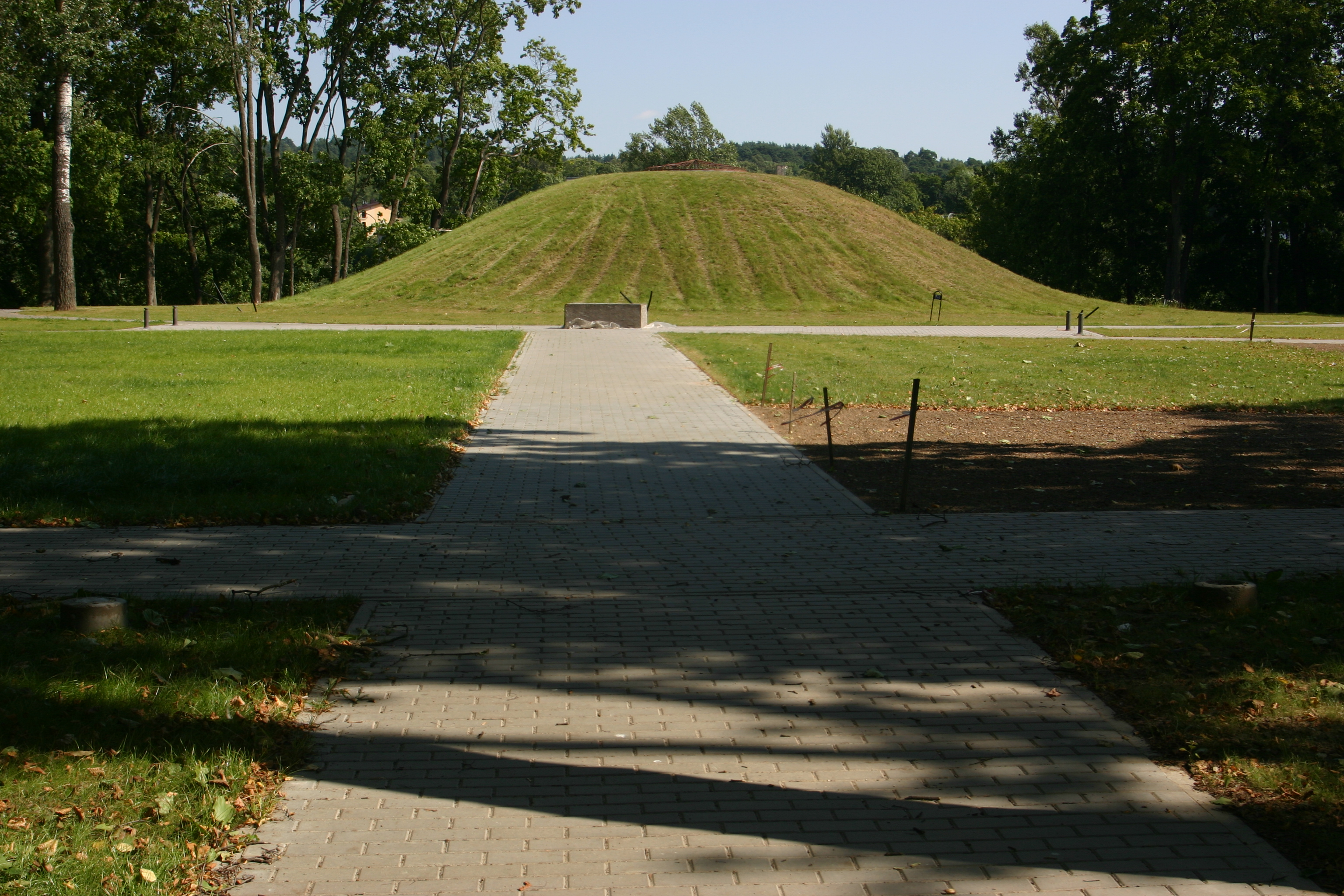
Memorial für NKWD-Opfer

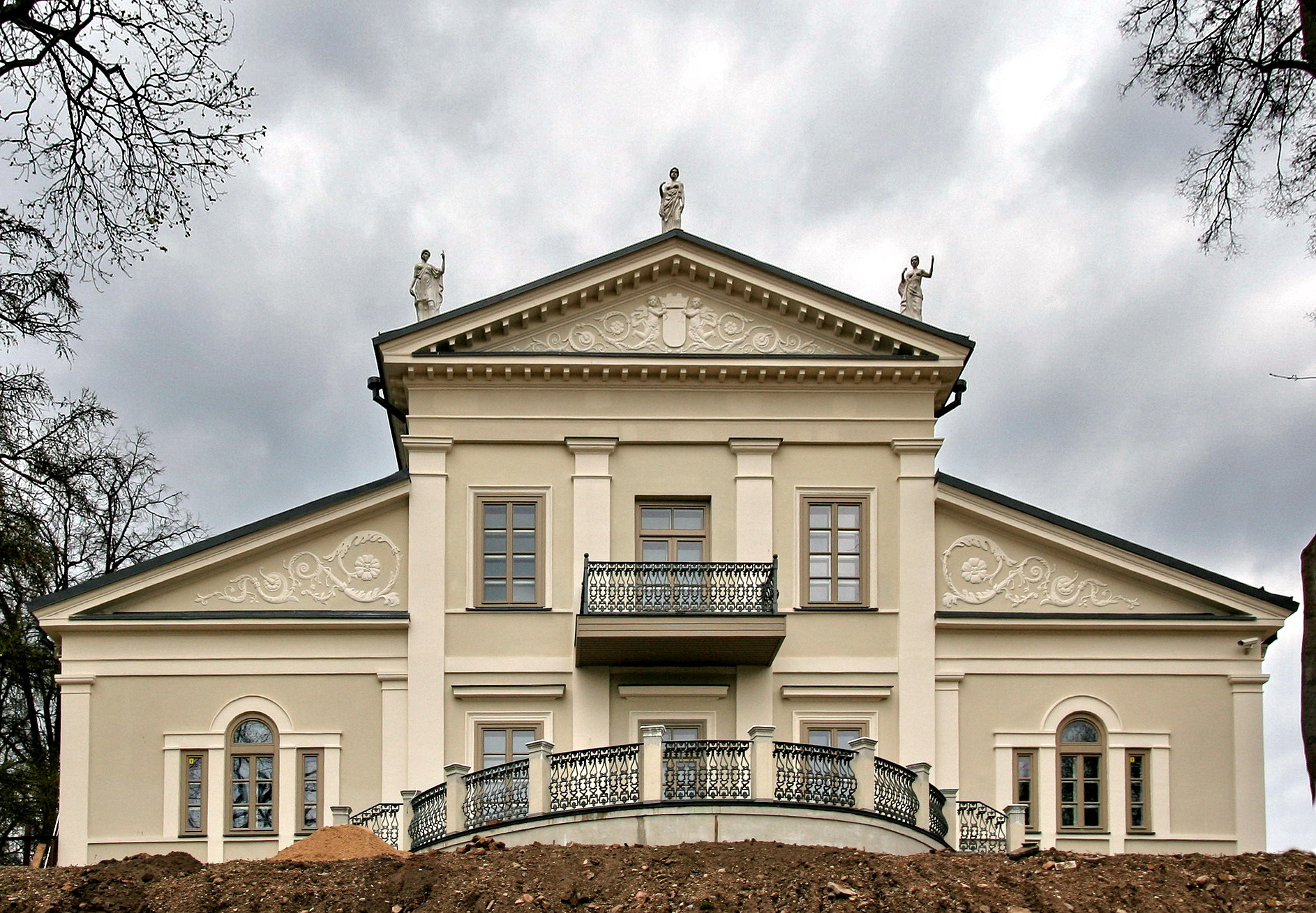
Gutshof

Tuskulėnai ist ein Stadtteil der litauischen Hauptstadt Vilnius, unweit vom Stadtzentrum zwischen Žirmūnai und Antakalnis am rechten Ufer der Neris gelegen. Das Gebiet gehört zum Amtsbezirk Žirmūnai der Stadtgemeinde Vilnius. Der hier ehemals befindliche Gutshof ist seit dem 16. Jahrhundert bekannt. Er wurde 1944 in Sowjetlitauen nationalisiert.  1944–1947  wurden 724 gefolterte NKWD-Opfer (davon  559 Litauer, 18 Letten, 9 Ukrainer und 38 Deutsche) hier begraben. Das Massengrab wurde 1994 lokalisiert.
In Tuskulėnai befand sich der Kultur- und Sportpalast des litauischen Innenministeriums.